# إبراهيم الزيبق
إبراهيم عمر الزيبق (ولد 1372 هـ / 1953 م) باحث وكاتب سوري، ومحقق للتراث، ومؤرِّخ أديب. وهو أحد المحققين لسير أعلام النبلاء للذهبي، ومسند الإمام أحمد. خبير في لجنة المخطوطات وإحياء التراث في مجمع اللغة العربية بدمشق.

## سيرته

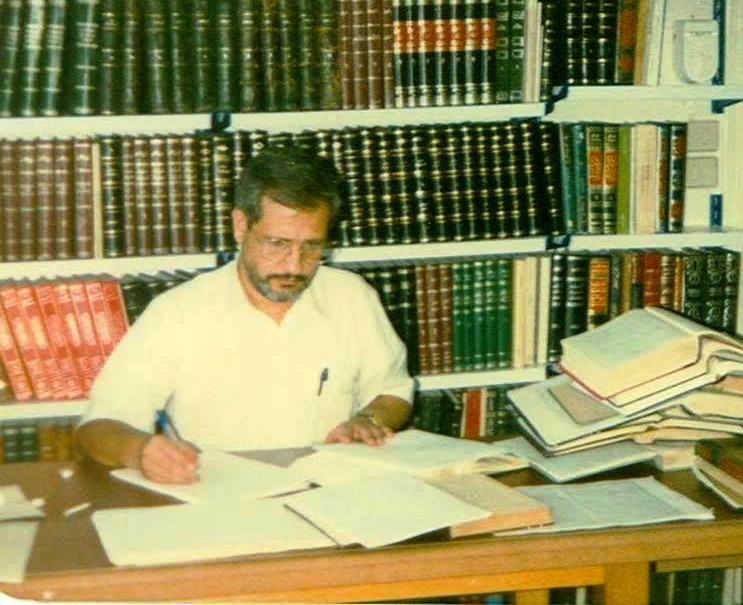
إبراهيم الزيبق في مكتب تحقيق التراث بمؤسسة الرسالة في دمشق عام 1996

ولد أبو أُوَيس، إبراهيم بن عمر الزِّيبَق في دمشق، يوم الأربعاء 10 رجب 1372هـ الموافق 25 مارس (آذار) 1953م. تلقَّى تعليمه الابتدائي والإعدادي والثانوي في مدارسها، والتحق بقسم التاريخ في كلية الآداب بجامعة دمشق، إلا أنه لم يُكمل دراسته فيها.
عُيِّن أمينًا لقاعة الباحثين في المكتبة الظاهرية بدمشق عام 1974، وانصرف إلى تحقيق التراث منذ أوائل سنة 1980. وعمل مديرًا لمكتب تحقيق التراث بمؤسسة الرسالة بدمشق، ومشرفًا على العمل العلمي فيه صحبة رفيق دربه الشيخ محمد نعيم العرق سوسي. وسُمِّي خبيرًا في لجنة المخطوطات وإحياء التراث في مجمع اللغة العربية بدمشق سنة 2011.
ومن أهمِّ أساتذته وشيوخه المحدِّث الشيخ شعيب الأرنؤوط والعلَّامة الأستاذ أحمد راتب النفاخ.

## حياته الخاصة
تزوَّج إبراهيم الزيبق الأستاذة غزوة بدير عام 1987، وهي باحثة محقِّقة، ولدت في دمشق عام 1381هـ/ 1961م، وتخصَّصت بدراسة اللغة الإنكليزية وآدابها في جامعة دمشق، وعملت في مجمع اللغة العربية بدمشق، ونشرت في مجلتها. من تحقيقاتها: (فضائل القرآن) لابن الضُّرَيس، ولها مشاركة في تحقيق كتاب (المُنتقى من مكارم الأخلاق) للخرائطي، وكتاب (الأربعين في مناقب أمَّهات المؤمنين) لعبد الرحمن بن عساكر (ابن أخي الحافظ ابن عساكر صاحب تاريخ دمشق)، وكتاب (معرفة الرجال) ليحيى بن مَعين الجزء الثاني، وكتاب (دليل الأبحاث التاريخية في المجلات السورية) قدَّم له الدكتور شاكر الفحام.

## آثاره العلمية

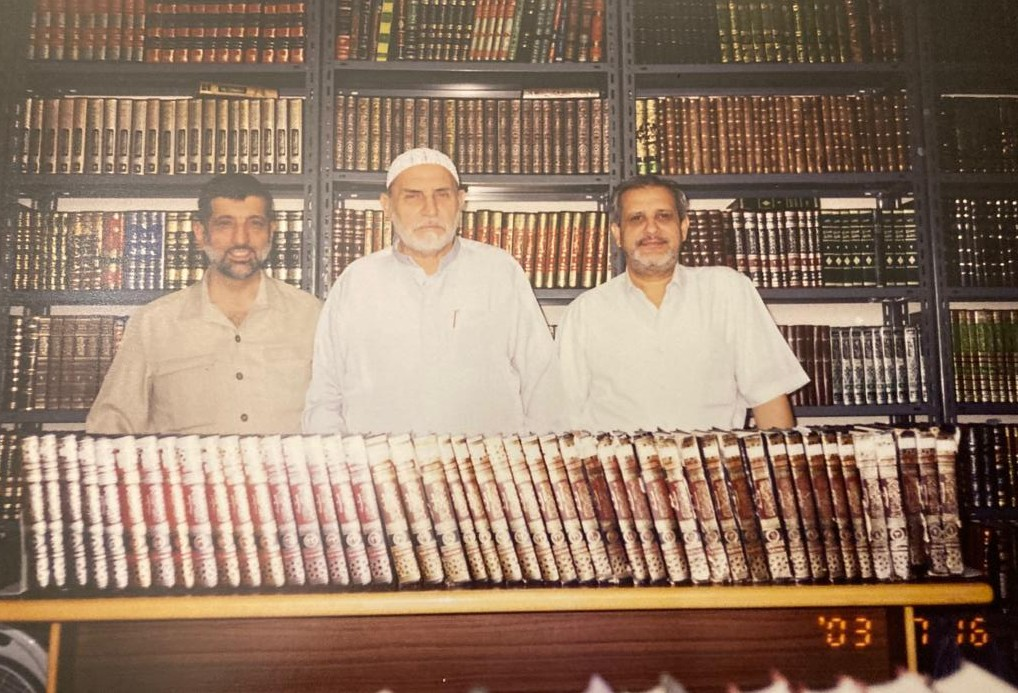
شعيب الأرنؤوط في الوسط، وعن يمينه محمد نعيم العرقسوسي، وعن يساره إبراهيم الزيبق

### في التحقيق
1. طبقات علماء الحديث، لابن عبد الهادي (الجزء 3 و4)، مؤسسة الرسالة ببيروت، 1989.
2. كتاب الروضتين في أخبار الدولتين النورية والصلاحية، لأبي شامة المقدسي، مؤسسة الرسالة ببيروت، 1997.
3. المُذيَّل على الروضتين، لأبي شامة، مؤسسة الرسالة، ودار البشائر الإسلامية ببيروت، 2010.
4. نزهة المُقلتَين في سيرة الدولتَين العلائية والجلالية، لأبي شامة، دار البشائر الإسلامية ببيروت، 2015.

وله مشاركة في تحقيق:
1. سير أعلام النبلاء، للإمام الذهبي (الجزء 15)، مؤسسة الرسالة ببيروت، 1983.
2. مختصر تاريخ دمشق، لابن منظور (الجزء 29)، دار الفكر بدمشق، 1988.
3. البداية والنهاية، لابن كثير (الجزء 12)، دار ابن كثير بدمشق، 2007.
4. مسند الإمام أحمد، مؤسسة الرسالة ببيروت، 1993- 2001.
5. مرآة الزمان في تواريخ الأعيان، لسِبط ابن الجوزي (الأجزاء 20، 21، 22)، دار الرسالة العالمية ببيروت، 2013.

### في التأليف
1. أبو شامة مؤرِّخ دمشق في عصر الأيوبيين، دراسة تحليلية في سيرته وآثاره التاريخية، مؤسسة الرسالة ببيروت، والدار العامرة بدمشق، 1431هـ/ 2010م.[5]
2. العلامة اللغوي عبد القادر المبارك عضو مجمع اللغة العربية، جهوده في نشر العربية وتفانيه في تعليمها، مطبوعات مجمع اللغة العربية بدمشق، 1432هـ/ 2011.
3. المحدِّث العلامة الشيخ شعيب الأرنؤوط، سيرته في طلب العلم وجهوده في تحقيق التراث، دار البشائر الإسلامية ببيروت، 1433هـ/ 2012م.
4. العلامة المجمعي عز الدين التنوخي، مطبوعات مجمع اللغة العربية بدمشق، 1436هـ/ 2015م.
5. سِبط ابن الجوزي، المؤرِّخ الواعظ في مرآة الزمان، دار البشائر الإسلامية ببيروت، 1438هـ/ 2017م.
6. ما بعد صلاح الدين، تاريخ الدولة الأيوبية بُعَيد وفاة صلاح الدين وحتى سقوطها في بلاد مصر والشام، دار البشائر الإسلامية ببيروت، 1441هـ/ 2019م.
7. فصل الخطاب تحقيقات تاريخية في السيرة النبوية، دار البشائر الإسلامية ببيروت، 1444هـ/ 2022م.
8. آل قُدامة والصالحية، سيرة أسرة من فلسطين هاجرت إلى دمشق إبَّان الحروب الصليبية وأرست نهضة علمية كُبرى، دار البشائر الإسلامية ببيروت، 1445هـ/ 2024م.

### مقالاته وبحوثه
وله مقالاتٌ أدبية وبحوثٌ تاريخية منشورة في الموسوعة العربية، وفي مجلة مجمع اللغة العربية بدمشق، وفي شبكة الألوكة، وغيرها من المجلات، ومنها:
1. الرافعي كما هو في نفسي، الثقافة الأسبوعية، العدد 23، 1976.
2. دفاع عن الأدب، الثقافة الأسبوعية، العدد 40، 1976.
3. الصالحية هجرة وبناء، مجلة الكاتب الفلسطيني، العدد 21، خريف 1990.
4. أبو شجاع شاور بن مجير السعدي، مجلة الكاتب الفلسطيني، العدد 23 ربيع 1991.
5. سرُّ الآية الكريمة في سيرة حفصة بنت سيرين، المجلة العربية، العدد 275، 2000.
6. أحمد راتب النفاخ حُجَّة العلم وتواضع العالم، مجلة الفيصل، العدد 295، 2001.[6]
7. السلطان نور الدين والقبر النبوي الشريف " تحقيق تاريخي "، مجلة مجمع اللغة العربية بدمشق، مج 87، ج2، 2012.[7]
8. المدرسة البادرائية في دمشق " تحقيق تاريخي "، مجلة مجمع اللغة العربية بدمشق، مج 88، ج2، 2015.[8]
9. اليهود وغزوة أحد " تحقيق تاريخي "، مجلة مجمع اللغة العربية بدمشق، مج 88، ج3، 2015.[9]
10. صداقة العربية بين الميمني والتنوخي، مجلة مجمع اللغة العربية بدمشق، مج 89، ج4، 2016.[10]
11. الوثيقة النبوية في المدينة المنورة، متى كُتبت؟ مجلة مجمع اللغة العربية، مج 90،ج1، 2017.[11]
12. بسام عبد الوهاب الجابي.. قلب لم يعرف الزيف، شبكة الألوكة، 2018.[12]
13. شيخي شعيب لن أقول لك وداعا، شبكة الألوكة، 2021.[13]

أمَّا البحوث التي نشرها في الموسوعة العربية، الصادرة عن هيئة الموسوعة العربية بدمشق، فهي:
1. ست الشام بنت أيوب بن شاذي، المجلد العاشر[14]، ص 701.
2. العادل أبو بكر محمد بن أيوب، المجلد الثاني عشر[15]، ص 730.
3. عماد الدين الكاتب، المجلد الثالث عشر[16]، ص 450.
4. الكامل محمد بن العادل بن أيوب، المجلد الخامس عشر[17]، ص 906.
5. إبراهيم بن لقمان، المجلد السابع عشر[18]، ص 87.
6. محمد بن محمود بن النجار، المجلد العشرون[19]، ص 469.
7. محمد بن أحمد النسوي، المجلد العشرون[20]، ص 655.
8. علي بن أبي بكر الهروي، المجلد الحادي والعشرون[21]، ص 455.
9. محمد بن سالم بن واصل، المجلد الثاني والعشرون[22]، ص 106.
10. قطب الدين اليونيني، المجلد الثاني والعشرون[23]، ص 663.

### مقالات عنه
- للباحث المصري علاء مصري النهر: إبراهيم الزِّيبق بَحْرٌ مُغدِقٌ، نشرت في شبكة الألوكة، 2023.
- وله أيضًا: فصل الخطاب... فهم ثاقب، نشرت في شبكة الألوكة، 2024.
- وللباحث التركي إياد أربكان: الشام إذ تكرم أبا شامة - إبراهيم الزيبق وصدى الوفاء، نشرت في شبكة الألوكة، 2024.
- ولتلميذه الباحث أيمن ذو الغنى: إهداء أعتزُّ به، شرَّفني به أستاذي إبراهيم الزيبق، نشرت في فيسبوك، 2025.

## صفاته

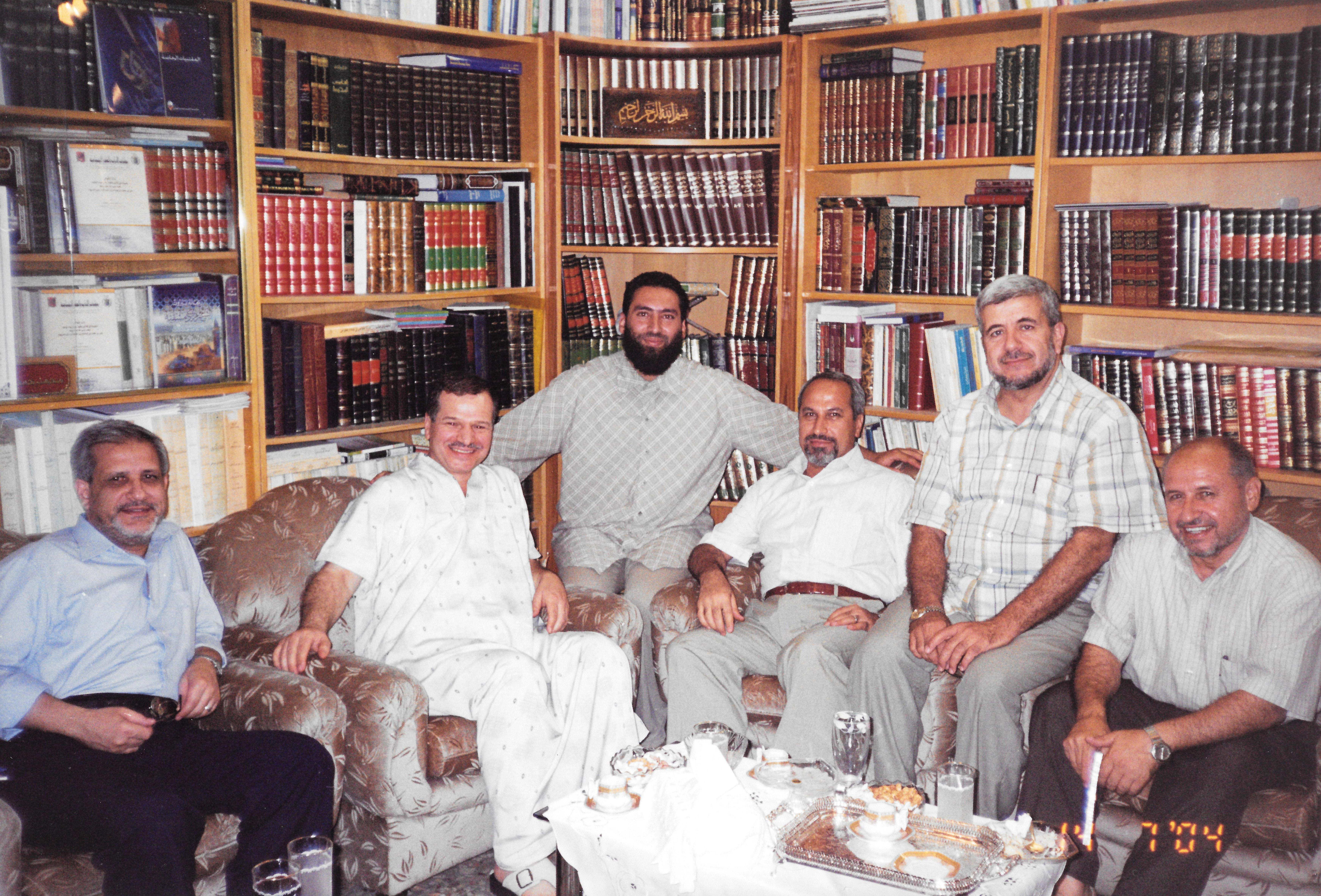
من اليسار: إبراهيم الزيبق، محمد حسان الطيان، أيمن ذو الغنى، يحيى مير علم، أحمد فؤاد شميس، مأمون الصاغرجي. في منزل الطيان بدمشق، سنة 2004

- وصفه الباحثُ والمحقِّق المصري الدكتور علاء مصري النهر بقوله: «العلَّامة إبراهيم عُمَر الزِّيبق فارسُ ميدان التحقيق في عصر الدولة الأيُّوبيَّة.. حادَثتُه مِرَارًا فوجدته جَبَلَ علمٍ؛ فكُلُّ قلبِه مُعلَّقٌ بتاريخنا وتراثنا، إنَّه نجمٌ تشرُف الأوراقُ بذكراه ويعبَق الوجودُ بِرَيَّاه. يُحدِّثك بتواضُّعٍ جمٍّ وكأنَّك في رُتْبَته أو قرينه، شعاره الزُّهد في المناصب والبُعْد عن الأضواء.. منهجه في التحقيق ودراسة التاريخ قائمٌ على استنطاق النَّصِّ، ومعايشته، وكتابة التاريخ برَوِيَّةٍ وهدوءٍ، والغَوص على معانيه الدقيقة. ومَنْ يتأمَّل مُصنَّفاته عَلِمَ محلَّه من فنون العلم؛ إذ يتنوَّع نتاجُه ما بين تحقيقٍ وتأليفٍ، وكُلُّها قيِّمةٌ سارت في الدنيا مسيرَ الشمس في البهجة والجمال.. إنَّه أعلى منزلةً من نجم السماء؛ فلا ضَيْرَ إنْ وُصِف بما وصَف به الجوينيُّ تلميذَه الغزَّاليَّ بأنَّه "بَحْرٌ مُغدِقٌ"».[24]
- وصفه مرَّة أُخرى قائلًا: «هو فارِسٌ صِنْديدٌ في حَلْبَة الدِّراسات الأيُّوبيَّة تحقيقًا وتصنيفًا، وثبَت ذلك مع كثرة نِتاجه الثَّرِّ في هذا المَيْدان الرَّحْب، الذي لا تُعقَد الخَناصِرُ فيه إلَّا عليه، وانقادتْ إليه أَزِمَّةُ حادِثاته.. بانَ أنَّه - عَطْفًا على أنَّه مُؤرِّخٌ متينٌ سارت مُصنَّفاتُه مَسِيرَ الشَّمْس في الآفاق - مُحدِّثٌ مَكِينٌ، عنده نَقْدٌ وذَوْقٌ في فنِّ الحديث.. وإهْداءات العلَّامة الزِّيبق لها أنْفاسٌ مسموعةٌ، وكُلُّها مائزةٌ بلَمْسةٍ من وَفاء: فتارَةً يُهْدِي لأبيه، وتارةً لزَوْجِه، وتارةً لأحد أصدقائه العِظَام كرمزي دمشقيَّة ومحمد بن ناصر العَجْميّ، وتارةً لأثيرته دِمَشْق الآسِرة، وتارةً لأحد مشايخه الكِبَار، فيُهْدِي كِتَابَه "فَصْل الخِطَاب" لعَبْقريِّ اللُّغة العربيَّة في سُوريَة، إنَّه الخِرِّيتُ النِّقَاب العلَّامة أحمد راتب النَّفَّاخ رحمه الله، قائلًا: "إلى مَنْ أُشرِبَ قَلْبُه حُبَّ العربيَّة.. فعاشَ حياتَه لها.. نافِحًا طُلَّابَه كُنوزَها.. مُنافِحًا أعْداءَها"».[25]
- أثنى على صنيعه في كتابه "أبو شامة مؤرِّخ دمشقَ" الباحثُ التركي الدكتور إياد أربكان، قال: «أبدع الأستاذُ إبراهيم الزِّيبَق بريشته المُرهفة صورةً لأبي شامةَ ما أظنُّه لو كان حيًّا بيننا اليومَ أن يجلِّيَ لنا حياته في صورةٍ أدقَّ وأنقى، حتى إنك لتُحِسُّ به قد قامَ من رَمْسِه - بعدما غيَّبته عنا سبعةُ قرون ونيِّف - يناجيك ويبثُّك آلامَه وآماله. لقد أبدع المؤلفُ إذ أقام أبا شامة بيننا رجلًا من لحم ودم، ورُوحًا تهيِّجُها الأشواقُ، ونفسًا تُمِضُّها الآلام، لا كما اعتدنا أن نُطالعَ سيرَ عظمائنا في كتب التراجم؛ إذ لا نكاد نُلِمُّ إلا بملامحَ باهتةٍ لسيرة باهتة في عصرٍ باهت، وبعُسرٍ تتمخَّضُ لنا شخصيةٌ لا رَونقَ يَزِينُ مُحَيَّاها ولا نبضَ ينبعِثُ بين أوصالها! يُحمَد للمؤلف الأستاذ إبراهيم الزيبق، أنه نسجَ كتابه من سَدَى التاريخ ولُحْمة الأدب، فجاء فصيحَ العبارة على وضُوحها، سلِسَ الأسلوب على رِفعته، ثَبْتَ النقل صحيحَ الأخبار، فاستوى الكتابُ خَلقًا آخرَ في عالم الترجمة لأعلامنا الكبار».[26]
- بيَّن منهجَه في تصانيفه تلميذُه الباحث السوري أيمن أحمد ذو الغنى قائلًا: «ينهَجُ أستاذنا الزيبق - حفظ الله مهجته - في أعماله العلمية نهجًا لاحِبًا رصينًا من التحقيق ودقَّة التوثيق، ويصوغ أعماله صَوغًا مشرقًا بديعًا، يجري فيه قلمُه جَرْيًا رشيقًا في أسلوب عَذْب رَقْراق، وذَوقٍ مُرهَف وفهم عال. ومَن تأمَّل فيها ألفاها أشبهَ بلوحةٍ فنية بهيَّة، متناسقة الخطوط مُنسَجمة الألوان، فإن نظرَ في حواشيها تملَّكَه العَجَب؛ من تنوُّع المصادر وكثرة المراجِع، يقتنصُ الفوائدَ منها اقتناصَ الخبير الحاذق، ثم يصنَعُ منها نصًّا في المتن مُحكَمَ النَّسْج غايةَ الإحكام».[27]
- علَّق زميله وصديقه الأستاذ أحمد بن سليم الحمََّامي على إحدى مقالاته بقوله: «لم يزل إبراهيم الزيبق يزداد أصالة وعمقًا فيما يكتب منذ بدأ الكتابة.. فعهدي به بعيد يزيد على أربعين سنة.. وقد عرفته أولَ ما عرفته في المكتبة الظاهرية، مكتبة العالم الإسلامي، وهو كان مديرَ قاعة الباحثين، وكانت بداية كتاباته. كان يتطلَّع أن يجاريَ فيما يكتب الرافعي؛ إذ كان معجبًا به غاية الإعجاب، ولكنه في الحقيقة كان في كتابته مباينًا لأسلوب الرافعي، فهو يميل إلى البساطة في تراكيبه وجُمَله، مع عمق في التعبير، ورشاقة في الأسلوب.. هو إلى السهل الممتنع أقرب، تقرأ وتستمتع بما يكتب، وتودُّ لو أنه يستمرُّ في كتابته، وأنت مستمرٌّ في القراءة له، لا يُساورك ملل ولا سآمة. لله دَرُّك يا إبراهيم يا أبا أويس!».[28]